# أولمبياد الشطرنج ال21
أولمبياد الشطرنج 1974  هي منافسة عالمية نظمها الاتحاد الدولي للشطرنج من 6 يونيو إلى 30 يونيو 1974 بمدينة نيس الفرنسية .